# Alfa Romeo 6C 3000 Competizione Maggiorata
L'Alfa Romeo 6C 3000 CM (Competizione Maggiorata) è una vettura da competizione prodotta dall'Alfa Romeo nel 1953 in 6 esemplari, 4 coupé e 2 spider.

## Storia del modello

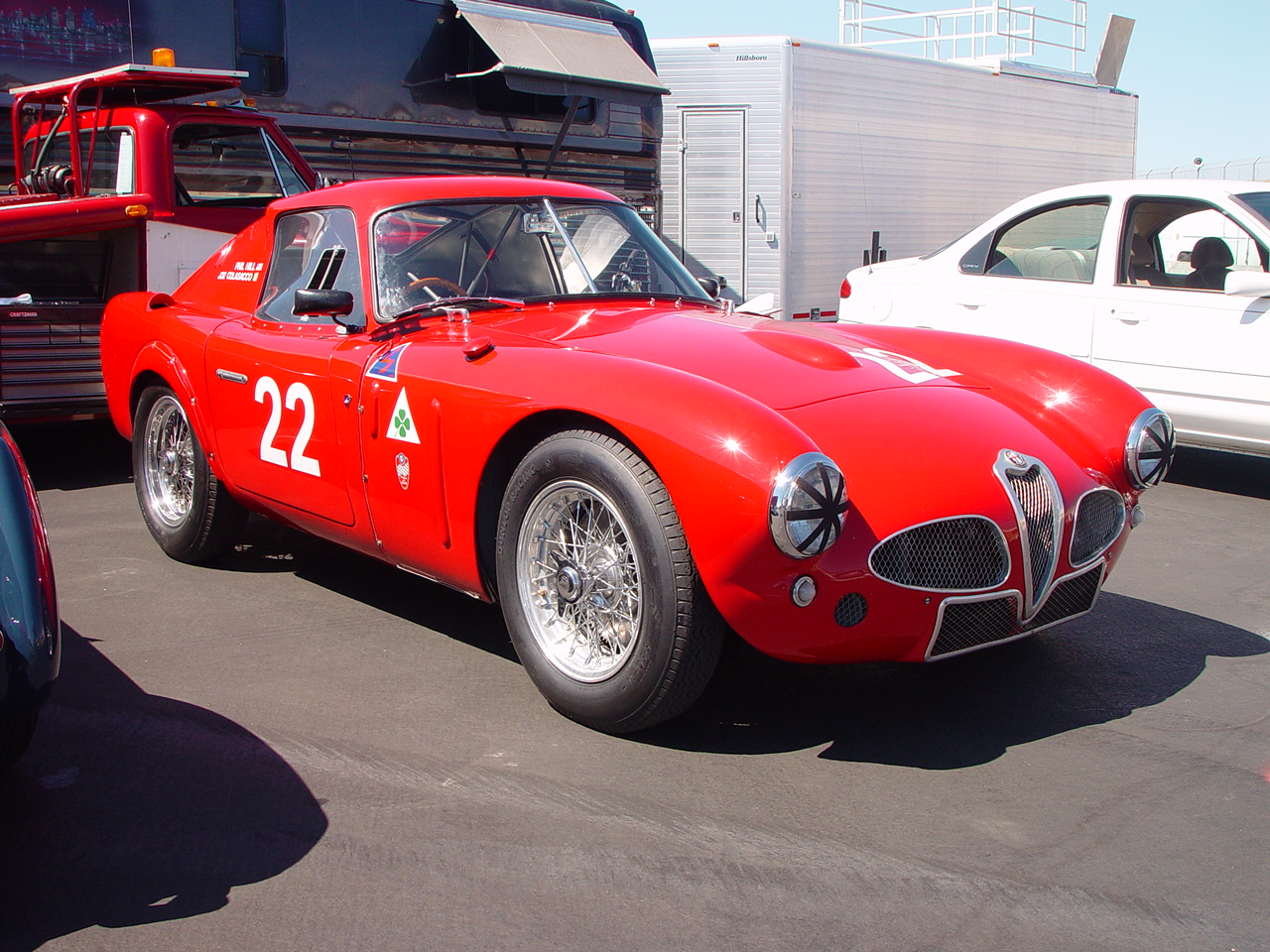
L'Alfa Romeo 6C 3000 CM berlinetta Colli del 1953 al Monterey Historics 2004. La carrozzeria montata è una replica fedele di quella originale.

La vettura da competizione nacque per sostituire la 6C 3000 C50 nelle competizioni di categoria Sport del 1953.
Rispetto al modello precedente le differenze furono sostanziali poiché vennero progettati un nuovo telaio tubolare a trave centrale e nuove sospensioni, che adottarono davanti uno schema a quadrilateri trasversali e dietro un ponte De Dion. I freni rimasero a tamburo sulle quattro ruote ma vennero potenziati e i posteriori montati all'uscita del differenziale.
Il motore sei cilindri in linea, progettato da Giuseppe Busso per il prototipo 6C 3000, venne ulteriormente potenziato aumentando la cilindrata a 3.495 cm³ per sviluppare 246 CV e raggiungere, nelle successive evoluzioni, i 275 CV.
In tutto vennero costruiti sei esemplari per la stagione 1953, quattro berlinette e due barchette, tutte realizzate dalla Carrozzeria Colli con richiami allo stile introdotto dalla Touring con la 1900 C52 Disco Volante.

## Carriera sportiva

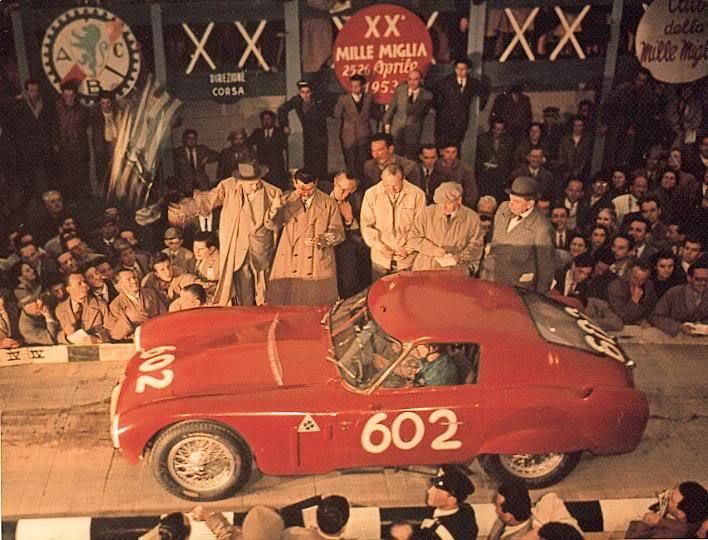
L'Alfa Romeo 6C 3000 CM berlinetta Colli #602 di Juan Manuel Fangio e Giulio Sala alla partenza della Mille Miglia 1953

Il debutto della vettura avvenne alla Mille Miglia del 1953 per cui vennero preparati tre esemplari destinati agli equipaggi Juan Manuel Fangio - Giulio Sala, Karl Kling - Hans Klenk, e Consalvo Sanesi - Giuseppe Cagna. 
La vettura di Sanesi mantenne il comando della corsa fino a Pescara, quando un cedimento del telaio lo costrinse al ritiro, a quel punto Kling passò in testa ma presso Roma fu costretto ad abbandonare sempre per un guasto al telaio; a quel punto Fangio subentrò alla guida della corsa ma sulla Futa fu costretto da uno sfarfallamento delle ruote anteriori a moderare l'andatura e a cedere il passo alla Ferrari 340 MM Spider Vignale di Giannino Marzotto - Marco Crosara per concludere in seconda posizione.
Tre vetture vennero schierate anche alla 24 Ore di Le Mans per gli equipaggi Sanesi - Carini, Fangio - Marimon, Kling - Riess ma furono tutte costrette al ritiro per guasti meccanici rispettivamente al cambio, al motore e all'assale posteriore.
Una sola berlinetta chiusa venne destinata alla 24 Ore di Spa-Francorchamps e alla 1000 km del Nurburgring. Entrambe la trasferte furono sfortunate e terminarono con due ritiri, nella prima occasione la vettura di Fangio - Sanesi uscì di strada sotto la pioggia mentre nella seconda Karl Kling uscì di strada in prova dopo l'impatto di una lepre contro il parabrezza.

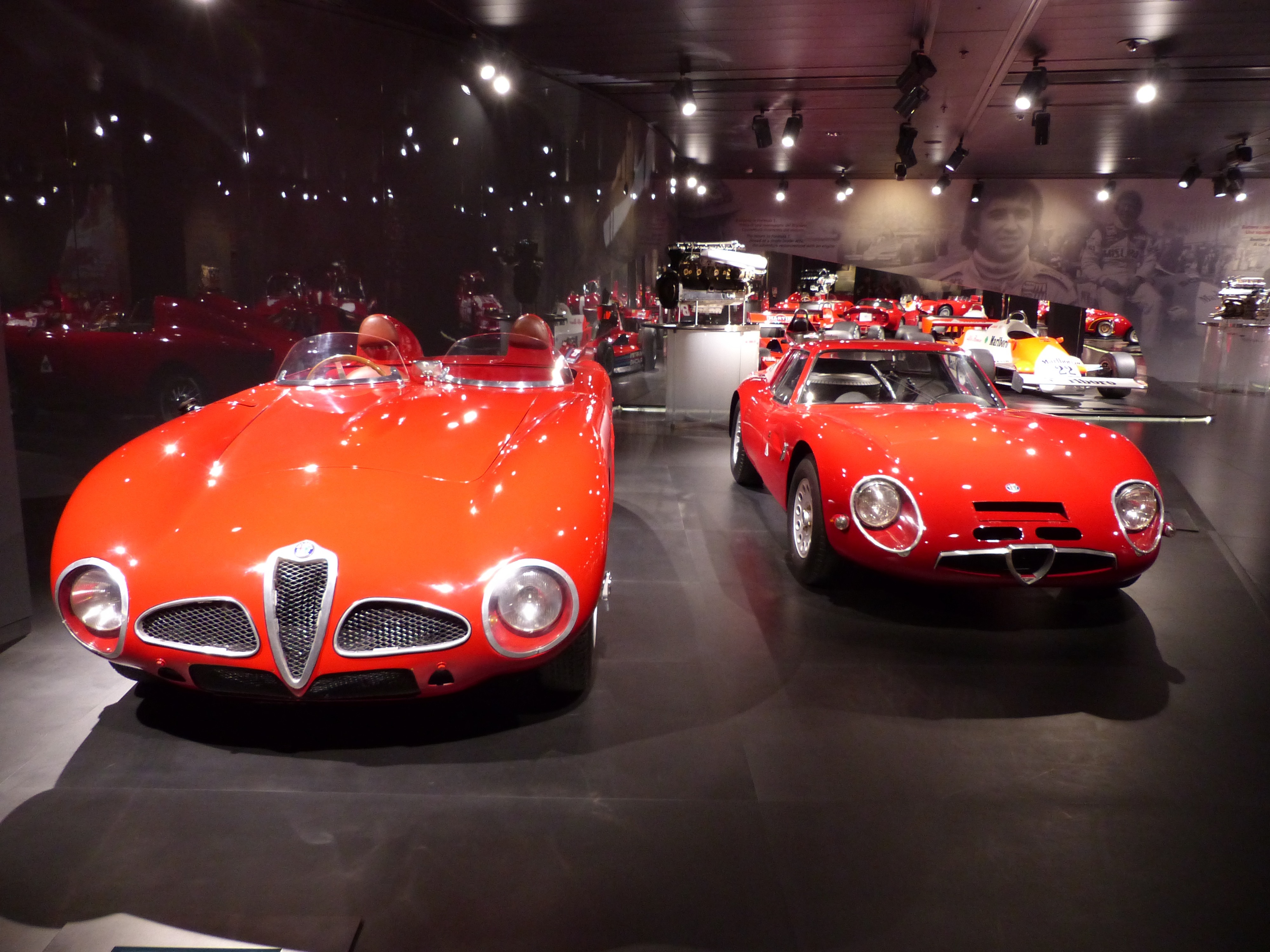
L'Alfa Romeo 6C 3000 CM Spider Merano del 1953 nel Museo Storico; al suo fianco una Giulia TZ2 1964 e sullo sfondo la 179 F1

La prima delle due barchetta invece vinse il 1º Gran Premio Supercortemaggiore organizzato dall'Agip sul circuito di Merano nel 1953 con Juan Manuel Fangio al volante. Questa fu la prima ed unica vittoria della 6C 3000 CM e l'ultima volta in cui Fangio guidò un'Alfa Romeo ufficiale. Dopo questa vittoria la vettura venne soprannominata Spider Merano.

## La 6C 3000 PR
Nel 1954 arrivò l'ultimo atto della serie, la 6C 3000 PR, Passo Ridotto, realizzata a partire dal telaio della seconda barchetta in occasione del 2º Gran Premio Supercortemaggiore, stavolta organizzato all'Autodromo di Monza. Le differenze stavano nella cilindrata del motore, ridotta sotto i tre litri in conformità al regolamento internazionale Vetture Sport 1954, e nel passo, ridotto a 2200 mm. La carrozzeria venne completata dalla Touring appena in tempo per essere spedita a Monza dove purtroppo l'unico esemplare venne distrutto in prova da Consalvo Sanesi senza aver mai corso. Dopo essere stato recuperato in Sud America è stato restaurato da un appassionato inglese sulla base dei disegni originali.

## Destino delle vetture

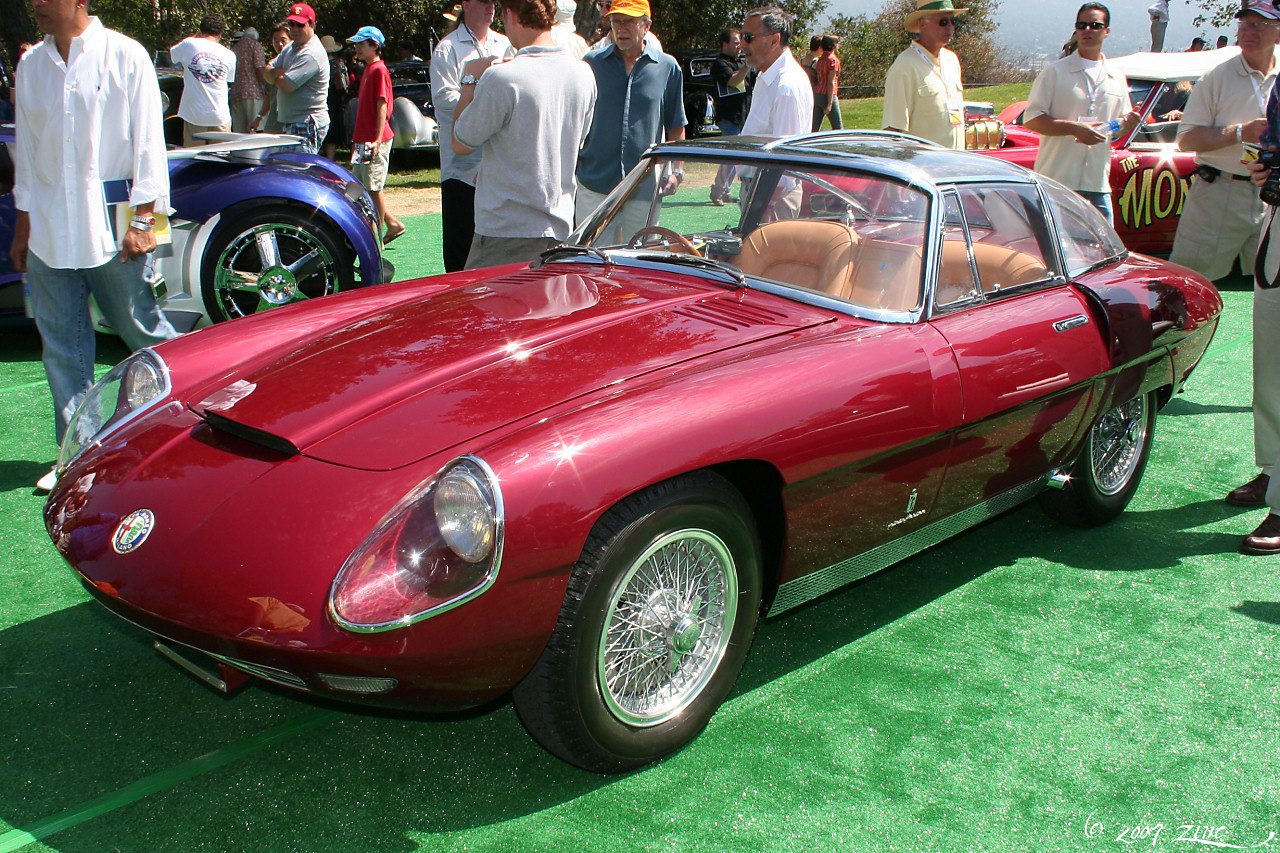
L'Alfa Romeo 6C 3000 CM Superflow IV Pininfarina, il telaio della 6C 3000 CM risale al 1953 mentre la carrozzeria al 1960

Nel 1954 l'attività sportiva ufficiale dell'Alfa Romeo venne interrotta e tutti i telai delle 6C 3000 CM vennero alienati subendo destini diversi. 
Delle due barchette la 6C 3000 PR è andata completamente distrutta nell'incidente mentre la 6C 3000 CM Spider Merano al termine della sua carriera agonistica è stata utilizzata dal Reparto Esperienze per studiare l'impiego dei freni a disco sulle vetture di serie ed oggi è conservata nel Museo Storico Alfa Romeo.
Le quattro berlinette vennero vendute a vari clienti privati, una al pilota Joakim Bonnier, che dopo un incidente la fece ricarrozzare da Zagato come barchetta; una alla carrozzeria Ghia di cui ora non si hanno più notizie; una alla carrozzeria Boano, che ne realizzò una vettura speciale per il presidente argentino Juan Domingo Peron e che, anni dopo, a seguito di un incidente è stata dotata di una carrozzeria replica della berlinetta Colli e l'ultima alla Pininfarina, che la utilizzò come base per le Dream car della serie Superflow disegnate da Aldo Brovarone, da cui nel 1966 derivò la linea del Duetto.